# Glorious: The Singles 1997–2007
Glorious: The Singles 1997–2007 – pierwszy album kompilacyjny Natalie Imbruglii wydany w 2007 roku z limitowaną edycją zawierającą teledyski piosenkarki.

## Lista utworów
1. "Glorious"[a]– 3:25
2. "Counting Down the Days" – 4:09
3. "Torn" – 4:06
4. "Wrong Impression" – 4:15
5. "Smoke" – 4:32
6. "Shiver" – 3:43
7. "Wishing I Was There" – 3:52
8. "That Day" – 4:43
9. "Big Mistake" – 4:34
10. "Beauty on the Fire" – 4:15
11. "Be With You"[a]– 3:42
12. "Amelia"[a]– 4:23
13. "Against the Wall"[a]– 3:45
14. "Stuck on the Moon"[a]– 3:36
15. "Identify"[b]- 4:45

## Lista teledysków
1. "Torn"
2. "Big Mistake"
3. "Wishing I Was There"
4. "Smoke"
5. "That Day"
6. "Wrong Impression"
7. "Beauty on the Fire"
8. "Shiver"
9. "Counting Down the Days"
10. "Glorious"